# Phan Quang Binh Nguyen
Phan Quang Binh Nguyen est un réalisateur viêtnamien né à Hanoï.

## Biographie
Il étudia les Beaux-Arts à Hanoï. Ce réalisateur se fait surtout connaître pour ses téléfilms. Il réalisera en 2003 La Danse de la Cigogne, son premier film

## Filmographie
La liste suivante n'inclut pas les téléfilms de ce réalisateurs (les noms n'étant, pour l'instant, pas connus)
- 2003 : La Danse de la Cigogne
- 2015: Quyen